# 威利·坎宁安
威利·坎宁安（英語：Willie Cunningham，1925年2月22日—2000年11月27日），生于法夫，苏格兰男子足球运动员。他曾代表苏格兰代表队参加1954年国际足联世界杯，结果队伍止步小组赛阶段。